# Ascodipteron rhinolophi
Ascodipteron rhinolophi är en tvåvingeart som beskrevs av Jobling 1958. Ascodipteron rhinolophi ingår i släktet Ascodipteron och familjen lusflugor. Inga underarter finns listade i Catalogue of Life.